# Vĩnh Phước, Tri Tôn
Vĩnh Phước là một xã cũ thuộc huyện Tri Tôn, tỉnh An Giang, Việt Nam.

## Địa lý
Xã Vĩnh Phước nằm ở phía tây bắc huyện Tri Tôn, có vị trí địa lý:
- Phía đông giáp thị trấn Ba Chúc và xã Lương Phi
- Phía tây giáp tỉnh Kiên Giang
- Phía nam giáp xã Lương An Trà
- Phía bắc giáp xã Vĩnh Gia và xã Lạc Quới.

Xã Vĩnh Phước có diện tích 54,04 km², dân số năm 2019 là 1.767 người, mật độ dân số 33 người/km². Đây là xã có dân số thưa thớt nhất trong tỉnh.

## Hành chính
Xã Vĩnh Phước được chia thành 3 ấp gồm: Vĩnh An, Vĩnh Lộc, Vĩnh Thành.

## Lịch sử
- Quyết định 300-CP[5] ngày 23 tháng 08 năm 1979 của Hội đồng Bộ trưởng chia chia huyện Bảy Núi thành hai huyện lấy tên là huyện Tri Tôn và huyện Tịnh Biên, xã Ba Chúc thuộc huyện Tri Tôn.
- Nghị định 119/2003/NĐ-CP[6] ngày 17 tháng 10 năm 2003 của Chính phủ, thành lập thị trấn Ba Chúc trên cơ sở 2.056 ha diện tích tự nhiên và 13.122 nhân khẩu của xã Ba Chúc. Đổi tên xã Ba Chúc thành xã Vĩnh Phước.